# Villecomtal-sur-Arros
 Villecomtal-sur-Arros  là một xã thuộc tỉnh Gers trong vùng Occitanie miền nam nước Pháp.